# Martial Raysse
Martial Raysse est un peintre, sculpteur et réalisateur français né le 12 février 1936 à Golfe-Juan (Alpes-Maritimes), proche du courant du nouveau réalisme. 

## Biographie
Fils d'artisans céramistes de Vallauris, Martial Raysse commence à peindre et à écrire des poèmes dès 1948. Après ses études secondaires, il choisit d’étudier les lettres[réf. nécessaire] tout en pratiquant l'athlétisme à haut niveau[Quoi ?], avant de se tourner vers la peinture en 1945. Il commence par réaliser des assemblages de détritus et d'objets divers présentés dans des boîtes de plexiglas. En 1958, il participe à une exposition de groupe, en présence de Jean Cocteau. En quelques années, il devient l'un des peintres abstraits les plus notables de la Côte d'Azur et ses œuvres atteignent une cote élevée alors qu'il remet sa carrière en question.
Fasciné par la beauté brute du plastique, il écume les grands magasins à prix unique et développe son concept « d'hygiène de la vision » qui met en jeu des objets neufs en plastique de la nouvelle société de consommation : « J'ai voulu un monde neuf, aseptisé, pur et au niveau des techniques utilisées, de plain-pied avec le monde moderne. » Le succès est au rendez-vous : un quart d'heure avant l'ouverture de son exposition à Milan en 1961, toutes ses œuvres en plastique sont vendues à des collectionneurs.

À cette époque, Pierre Restany écrit : 

« Martial Raysse a toujours travaillé à Nice, d'où il vient. Son entassement standard, c'est tout Nice. Il constitue la preuve que le Nouveau Réalisme peut prendre emprise sur le réel. C'est l'exemple le plus clair d'un art qui se veut acte de comportement. L'effet est très salutaire par rapport aux peintures-peintures. C'est une proposition d'air pur […]. »

Raysse séjourne aux États-Unis où il se rapproche du pop art américain et fait partie, dès sa fondation en 1960, du mouvement des nouveaux réalistes. Raysse peut alors être défini[Par qui ?] comme « un peintre de la vie moderne ».
Dès 1965, le Stedelijk Museum d'Amsterdam lui consacre une exposition rétrospective. L'année suivante, il réalise avec Niki de Saint Phalle et Jean Tinguely les décors d'un ballet de Roland Petit. À la Biennale de Venise en 1966, il obtient le prix David Bright, réservé aux artistes âgés de moins de 45 ans.
Les événements de mai 1968 conduisent l'artiste à une importante réflexion sur la nature de l'œuvre d'art, dont il dénonce notamment la marchandisation. Au seuil des années 1970, Raysse accomplit une véritable révolution esthétique, assez unique dans l'histoire de l'art du XXe siècle, et que l'on peut rapprocher de celle du peintre français Jean Hélion[réf. nécessaire]. Il se consacre au cinéma, en réalisant notamment Camembert extra-doux (1969) et un long métrage, Le Grand Départ, en 1970. Il entreprend alors de « commencer à vivre »[réf. nécessaire]. Après une rupture avec le pop art, Raysse réalise en France, une série d'œuvres sur papier de format identique avec des cadres de bois peint en blanc, intitulée Sic Transit Gloria Mundi et datant de 1975.
L'esthétique qu'il met progressivement en place à partir de 1972 est en totale rupture avec les œuvres pop de la période précédente. Raysse s'adonne notamment à la pratique du dessin d'après nature (série Un jardin au bord de la Marne), et renoue avec les genres traditionnels de la peinture dans les années 1970-1980 (séries Loco Bello en 1975, Spelunca en 1977 et La Petite Maison dans la prairie en 1980 notamment).
Simultanément, il entreprend un travail de sculpteur, dans un premier temps à l'aide de matériaux pauvres (papier mâché, pâte à pierre, papier kraft) puis à plus grande échelle, en ayant recours à la technique traditionnelle de la fonte en bronze à cire perdue.
À la faveur de nombreuses commandes publiques, et sous l'impulsion du maire de Nîmes Jean Bousquet voulant allier passé et modernisme, il réalise dans les années 1980 deux fontaines à Nîmes, tout d'abord en 1987 avec la place du Marché et sa fontaine s'inspirant du crocodile des armes de Nîmes. En 1989, il redessine intégralement la place d'Assas et y érige deux fontaines monumentales avec les statues de Némausus et Némausa, les fondateurs de la ville de Nîmes.
Par la suite, il crée des mosaïques à Paris, place d'Iéna, pour les métopes du bâtiment du Conseil économique et social construit par Auguste Perret.
En 1972, il quitte Paris et emménage en Dordogne, près d'Issigeac, où il travaille avec son épouse l'artiste Brigitte Aubignac.
Martial Raysse a trois enfants, Alexandra, Ulrik et Alban

## Œuvre
À partir de 1959, Martial Raysse utilise toute sorte de matériaux et de techniques : plastique, plexiglas, néon, miroir, peinture, lumières artificielles, objets, photographies, photocopies, flocage, découpage, assemblage, report, montage, agrandissement notamment. Il préfère toutefois utiliser des objets neufs et non de récupération, contrairement aux autres artistes nouveaux réalistes.
Sa série des Tableaux-objets met en scène l'image à la fois sensuelle et artificielle, douce et froide, distanciée et lyrique de la société de consommation, en particulier du mannequin-type des années 1960, Vénus moderne déclinée et mise en scène dans des couleurs acidulées. Dans ses œuvres, les couleurs violentes sont projetées au vaporisateur, jouent sur les visages féminins rouges carminés, vert acide, violet, bleu.
En 1962, Raysse introduira le néon dans ses toiles pour souligner certaines formes, la bouche, les yeux. « J'ai découvert le néon. C'est la couleur vivante, une couleur par delà la couleur. » L'artiste adopte une démarche de réduction des moyens plastiques et de simplification de la représentation à la fin des années 1960. Il utilise toutes les techniques de production des images, notamment la photographie et la sérigraphie. La représentation des formes est progressivement simplifiée et se réduit à des silhouettes d'une tête avec épaules, découpées dans du carton, du papier, du tissu pour donner naissance à des formes en liberté proches de l'Arte Povera.
De 1963 à 1965, il réalise une série qu'il intitule ironiquement Made in Japan. Cet ensemble comporte une quinzaine d'œuvres, dont le but est de détourner des tableaux célèbres, principalement d'Ingres, avec lequel Raysse dialogue très librement. La version d'après La Grande Odalisque, conservée par le musée national d'Art moderne, en est un exemple emblématique. D'esthétique pop, elle reprend une partie de la toile d'Ingres. L'œuvre est marouflée sur toile puis repeinte avec des couleurs vives qui rappellent celles des affiches publicitaires (rouge, vert fluo…). Raysse y ajoute du verre pilé et une mouche, éléments visant à critiquer les prétentions mimétiques et illusionnistes de la peinture traditionnelle.
On retiendra également dans la même optique de travail la toile Soudain l'été dernier de 1963 ou la sculpture America America (1964, Paris, musée national d'Art moderne), où l'utilisation du néon comme cliché renvoyant à l'univers de la publicité est alors tout à fait caractéristique du discours de l'artiste.
Raysse exécuta une toile à l'occasion de sa rétrospective parisienne de 1992 à la Galerie nationale du Jeu de paume, Le Carnaval à Périgueux, une composition aux teintes sourdes et acidulées peinte à la détrempe sur toile, la technique de prédilection de l'artiste. Un défilé de personnages masqués s'y déploie à la manière des frises antiques (on pense par exemple à la frise des Panathénées ou encore aux fresques de La Villa des Mystères à Pompéi).
En 2001, Raysse réalise ses premiers vitraux, en collaboration avec l'atelier de Jean-Dominique Fleury à Toulouse, pour l'église Notre-Dame-de-l'Arche-d'Alliance à Paris, conçue par Architecture-studio. Les couleurs vives des deux panneaux se faisant face de 25 m2 chacun, sur les thèmes de la Visitation et de David dansant devant l'Arche, témoignent d'une certaine continuité avec l'œuvre pop de ses débuts.
Raysse a réalisé plusieurs films, dont un long métrage, Le Grand Départ en 1972, des courts métrages, des vidéos autonomes ou dans le cadre d'installations. En 2005, il réalise la façade au néon d'un cinéma multiplexe parisien.
Martial Raysse est représenté par la galerie Lévy Gorvy Dayan et la Galerie Hadrien de Montferrand.

### Quelques œuvres
- 1962 : À la plage et Miroir aux houppettes
- 1962 : La Belle Mauve, musée des beaux-arts de Nantes
- 1963 : Allons nous-en !
- Pot et fleur, potence métallique et néon, 260 × 140 × 80 cm, au musée d'art de Toulon
- 1963 : Soudain l'été dernier, Centre Pompidou[9]
- 1964 : America America, Paris, musée national d'Art moderne
- 1964 : Nissa Bella, au musée d'art moderne et d'art contemporain de Nice
- 1964 : Made in Japan - La Grande Odalisque, Paris, musée national d'Art moderne
- 1965 : Peinture à haute tension, Amsterdam, Stedelijk Museum
- 1966 : Life is so complex, plexiglas collé sur contreplaqué, 150 × 260 × 4,5 cm, musée de Grenoble
- 1967 : Éléments de vocabulaire, néon sur socle de bois et sous polyméthacrylate, 51 × 50 × 63 cm, au musée d'art de Toulon
- 1967 : L'Œil
- 1968 : Story with a chicken, au musée d'art contemporain de Thessalonique[10]
- Bel été concentré, Aix-la-Chapelle, Suermondt-Ludwig-Museum

## Expositions rétrospectives
Une rétrospective de son œuvre (peinture, sculpture et cinéma) a lieu en 1992 à la Galerie nationale du Jeu de Paume à Paris.
En 1997, le Centre Georges-Pompidou expose quarante ans de travail graphique.
Une exposition se tient en Chine du 24 octobre au 12 novembre 2000 à l'Institut central des Beaux-Arts de Beijing.
Le Centre Georges-Pompidou organise une rétrospective de son œuvre à Paris en 2014.
Le Palazzo Grassi organise une rétrospective de son oeuvre à Venise en 2015

## Publications
- Qu'il est long le chemin, coll. « L'art en écrit », éditions Jannink, Paris, 1992
- 13 sonnets, Kamel Mennour, 2014  (ISBN 9782914171526)
- 5 sonnets, revue Arapesh 2/10, 2018

## Marché de l'art
- Le 31 mai 2011, Sotheby's a vendu à Paris, Sans titre (1964) pour 1,74 M €[12].
- Le 16 février 2011, Christie’s a vendu, L’Année dernière à Capri, (1962) pour un prix record d’un artiste français vivant de 4,8 M €[13].
- En 2014, un de ses portraits de 1960 est adjugé 4,8 millions d’euros à Londres[14].